# اقتصاديات الفنون والأدب

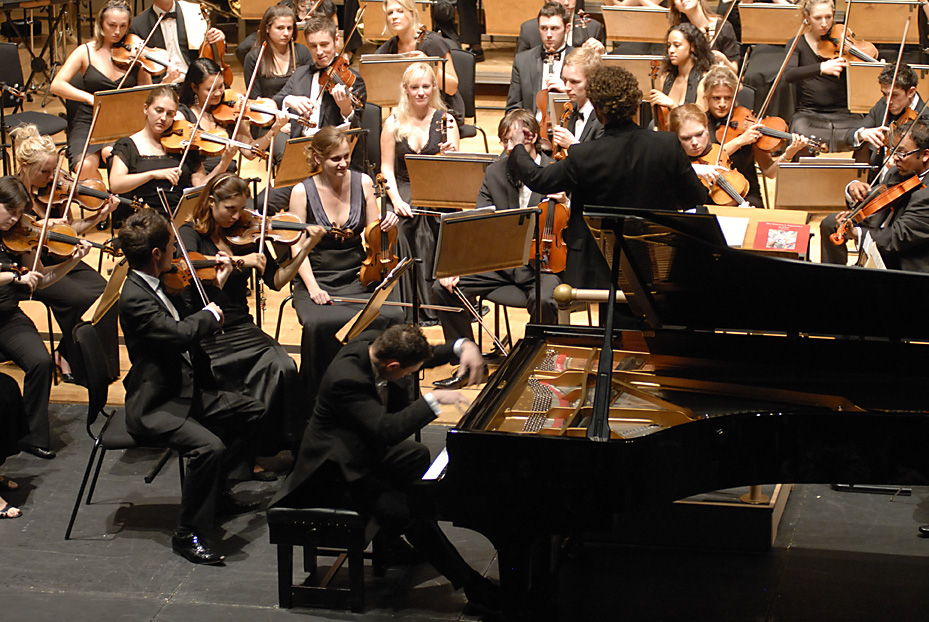
مارك كوربيت ويفر يؤدي

اقتصاديات الفنون والأدب أو الاقتصاد الثقافي (المستخدمة أدناه للراحة) هي فرع من الاقتصاد الذي يدرس اقتصاديات الخلق والتوزيع واستهلاك الأعمال الفنية والأدبية والمنتجات الثقافية أو/و الإبداعية. اقتصر مفهوم «الفنون» لفترة طويلة على الفنون البصرية (مثل الرسم) والفنون المسرحية (الموسيقى والمسرح والرقص) في تقليد الأنجلوسكسون. اتسع الاستخدام منذ بداية ثمانينيات القرن العشرين مع دراسة الصناعة الثقافية (السينما والبرامج التلفزيونية والكتب والنشر الدوري والنشر الموسيقي) واقتصاد المؤسسات الثقافية (المتاحف والمكتبات والمباني التاريخية). يُرمز المجال بالرمز JEL: Z11، في نظام تصنيف مجلة الأدب الاقتصادي، المستخدم في عمليات البحث عن المقالة.

## مقدمة
يهتم الاقتصاد الثقافي بالفنون بمعنى واسع. تُدرس السلع من ناحية المحتوى الإبداعي، لكن ذلك ليس كفيلًا باعتبارها سلعة ثقافية. لا تُعتبر السلع المُصممة مثل الملابس والستائر أعمالًا فنية أو ثقافية عادة، إذ أن السلع الثقافية هي تلك التي تمتلك قيمة يحددها المحتوى الرمزي بدلًا من الخصائص الفيزيائية. (لمزيد من الاعتبارات، انظر أيضًا المؤسسات الثقافية). طُبق التفكير الاقتصادي في مجالات كثيرة خلال السنوات العشر الأخيرة، بما في ذلك التلوث والفساد والتعليم.
تمتلك الأعمال الفنية والثقافية جودة محددة، مما يميزها. في حين أن السلع الاقتصادية الأخرى مثل النفط الخام أو القمح هي عبارة عن سلع عامة وقابلة للتبادل (بالنظر إلى درجة معينة من المنتج)، هناك مثال واحد فقط على لوحة مشهورة مثل لوحة الموناليزا ومثال واحد فقط على منحوتة المفكر المشهورة لرودان. وفي حين أنه يمكن عمل نسخ من هذه الأعمال الفنية، وبينما تُباع العديد من ملصقات الموناليزا رخيصة الثمن ونسخ صغيرة مصنوعة في المعامل لمنحوتة المفكر، لا تُعتبر النسخ كاملة الحجم أو النسخ زهيدة الثمن بدائلًا للأعمال الفنية الحقيقية، بل يُنظر إليها مثلما يُنظر إلى رطل من السكر ذي الجودة العالية من كوبا كبديل مكافئ تمامًا لرطل من السكر ذي الجودة العالية من الولايات المتحدة أو جمهورية الدومينيكان. نظرًا لأنه لا يوجد مكافئ أو بديل لهذه الأعمال الفنية الشهيرة، فقد رأى الاقتصادي الكلاسيكي آدم سميث أنه من المستحيل تقييمها. لا حظ ألفريد مارشال أن الطلب على نوع معين من السلع الثقافية يمكن أن يعتمد على استهلاكه: فكلما استمعت إلى نوع معين من الموسيقى، كلما قدرت هذا النوع أكثر. لا تمتلك هذه السلع، في إطارها الاقتصادي المنفعة الهامشية المتناقصة المعتادة.
تشمل الأعمال الأكاديمية الرئيسية في الاقتصاد الثقافي أعمال كل من بومول وبوين (فنون تعبيرية، المعضلة الاقتصادية، 1966)، وغراي بيكر عن سلع الإدمان وآلان بيكوك (الخيار العام). قُسم هذا الملخص إلى أقسام عن الدراسة الاقتصادية للفنون المسرحية، وعن سوق القطع الفنية الفردية والسوق الفنية في الصناعات الثقافية واقتصاديات التراث الثقافي وسوق العمل في القطاع الفني.

## الفنون التعبيرية: بومول والاقتصاد الثقافي
قدمت الورقة الإبداعية التي كتبها ويليام بومول وبوين مصطلح مرض التكلفة للنمو النسبي لتكلفة العروض المباشرة. يوضح نمو التكلفة هذا التبعية المتزايدة لهذا النوع من الفن في الإعانات الحكومية، ويحدث عندما تكون السلعة المستهلكة هي العمل نفسه. لفهم هذه الظاهرة، قارن التغيير في تكلفة أداء مسرحية طرطوف لموليير بين عامي 1664 و2007، مع التغيير في تكلفة حساب عدد كبير من المبالغ من دفتر الحسابات. كنت تحتاج في عام 1664إلى ساعتين و12 ممثلًا لأداء مسرحية موليير، وقد يتطلب الأمر مثلًا، اثني عشر محاسبًا يعملون لمدة ساعتين لجمع كل المبالغ في دفتر الحسابات، في الوقت الذي يمكن لمحاسب واحد في عام 2007 مع آلة حاسبة بقيمة 10 دولارات حساب المبالغ خلال 20 دقيقة، لكنك ما تزال بحاجة ساعتين و12 ممثلًا لمسرحية موليير. يجب على الفنانين القيام باستثمار كبير في رأس المال البشري (مثل التدريب)، ويجب بناء على ذلك، أن تُدفع هذه المبالغ. يجب أن يرتفع أجر الفنانين تماشيًا مع أجر السكان بشكل عام. ونظرًا لكون هذا الأخير يتبع الإنتاجية العامة في الاقتصاد، فإن تكلفة المسرحية سترتفع مع الإنتاجية العامة، في حين أن إنتاجية الممثلين لا ترتفع.
هناك سطران فكريان في الأدبيات اللاحقة المتعلقة باقتصاديات الفنون التعبيرية:
- يركز الأول على وجود نمو الإنتاجية في بعض مجالات الإنتاج، وبالتالي يتناقض مع أهمية مرض التكلفة. بالاستمرار مع مثال «طرطوف»، يمكن مشاهدة نفس العرض من قبل جمهور أكبر بسبب التحسينات في تصميم المسارح وإدخال الميكروفونات والتلفزيون والتسجيل.
- يهتم الثاني بتخصيص الإعانات في القطاع الثقافي. في حين ينبغي أن يصب ذلك في المصلحة العامة للجمهور، فإنه قد يمتلك تأثيرًا على توزيع الدخل، فمثلًا، إذا خفضوا التكلفة على الجزء الميسور نسبيًا من المجتمع. هذه هي الحال عندما يكون الميسورون ممثلين تمثيلًا مبالغًا في جمهور المسرحيات المدعومة، أو عندما تذهب الإعانات إلى مجموعة نخبوية صغيرة من الفنانين.

## سوق الأعمال الفنية
يمكن تمييز جزأين من سوق الفنون البصرية: الأعمال الفنية المألوفة والتي تمتلك تاريخًا، والأعمال المعاصرة التي تتأثر بسهولة بالموضة والاكتشافات الجديدة. مع ذلك، فإن كلا السوقين تحتكر القلة، فمثلًا، هناك أعداد محدودة من البائعين والمشترين، (احتكار القلة). هناك اثنان من الأسئلة المركزية حول عمل الأسواق هما: كيف يمكن تحديد الأسعار، وما هو العائد على الأعمال الفنية، مقارنة بالعائد على الأصول المالية.

### تحديد السعر
تمتلك مكونات العمل الفني بشكل عام مثل الحجر الخام وأنابيب الألوان أو القماش غير المصبوغ، قيمة أقل بكثير من المنتجات النهائية مثل المنحوتات أو اللوحات، ولا تفسر كمية العمل اللازمة لإنتاج عنصر ما الاختلافات الكبيرة في الأسعار بين الأعمال الفنية، بل يبدو أن القيمة تعتمد بشكل أكبر بكثير على نظرة المشترين المحتملين وتصور الخبراء لهذا العمل. يمتلك هذا التصور ثلاثة عناصر: أولًا: القيمة الاجتماعية، وهي المكانة الاجتماعية للمشتري التي يحصل عليها بامتلاكه للعنصر، وبالتالي فإن الفنان لديه «عاصمة فنية». ثانيًا: القيمة الفنية، مقارنة بالأعمال المعاصرة، أو كأهمية الأجيال اللاحقة. ثالثًا: تاريخ سعر العنصر، إذا كان المشتري يستخدم هذا لتوقعاته بالسعر المستقبلي الذي قد يبيع به العنصر مرة أخرى (بالنظر إلى هيكل السوق الاحتكارية للقلة). وهناك ثلاثة أنواع من العوامل الاقتصادية التي تحدد هذه القيم. يستخدم خبراء محددون مثل مالكي المعارض أو مديري المتاحف العنصر الأول، القيمة الاجتماعية، بينما يستخدم الخبراء مثل مؤرخي الفنون والأساتذة العنصر الثاني، القيمة الفنية. وأخيرًا، فإن المشترين الذين يشترون الأعمال الفنية كاستثمار يستخدمون العنصر الثالث، تاريخ الأسعار وتوقعات الزيادات المستقبلية فيها.

### سوق الفن والاستثمار
حققت بعض المؤسسات المالية الكبرى والمصارف وشركات التأمين معدلات عائدات كبيرة على الاستثمارات في الأعمال الفنية خلال تسعينيات القرن العشرين. لم تتباطأ هذه الأسعار مع تباطؤ أسعار أسواق الأوراق المالية في أوائل التسعينيات من القرن نفسه، وبصرف النظر عن هذا الدليل على الاستثمار الناجح، فإن كمية البيانات المتاحة قد حفزت دراسة السوق. تباع العديد من الأعمال في المزادات، وتكون هذه الصفقات شفافة للغاية. جعل هذا من الممكن إنشاء قواعد بيانات الأسعار، إذ تعود أسعار بعض العناصر إلى عام 1652. أظهرت الدراسات التجريبية أن العائد على الأعمال الفنية كان في المتوسط أقل من العائد على الأسهم، مع تقلب لا يقل عنه على الأقل. يمكن أن يفسر هذا بشكل جزئي، وجود مكسب غير ملموس في متعة الحصول على عمل فني، ولكن قبل تفسير الأرقام، يجب ألا يغيب عن البال أن الفن غالبًا ما يكون معفى من أنواع عديدة من الضرائب. قدر بومول في عام 1986 معدل العائد السنوي بمتوسط قدره 0.55% لأعمال فنية، مقابل معدل عائد 2.5% للأصول المالية، على مدى 20 سنة من الزمن.